# Rocky IV – Der Kampf des Jahrhunderts
Rocky IV – Der Kampf des Jahrhunderts ist ein US-amerikanischer Boxerfilm aus dem Jahr 1985 und der vierte Teil der Rocky-Spielfilmreihe. Sylvester Stallone schrieb das Drehbuch, führte die Regie und spielte gleichzeitig die Hauptrolle. Ende 2021 erschien ein Director’s Cut des Films unter dem Titel Rocky IV: Rocky vs. Drago, den Sylvester Stallone angefertigt hat.
Nachdem sein Freund und ehemaliger Gegner, der Boxer Apollo Creed, während eines Schaukampfes durch den sowjetischen Boxer Ivan Drago tödlich verletzt wird, sinnt Rocky Balboa auf Rache und lässt sich auf einen Rückkampf in Moskau ein. Um sich mit Ivan Drago messen zu können, zieht er sich in eine Holzhütte in Sibirien zurück und trainiert in der eisigen Wildnis.

## Handlung
Rocky Balboa ist nach seinem gewonnenen Titelkampf wieder Boxweltmeister und genießt seine Popularität und seinen Reichtum. Rocky, seine Familie und Rockys Freund und ehemaliger Gegner Apollo Creed feiern den Geburtstag von Rockys Schwager Paulie.
Doch dann taucht in den USA eine sowjetische Delegation mit dem russischen Boxer Ivan Drago auf, um einen Schaukampf gegen den Weltmeister zu absolvieren, weil „ein Sieg über den Weltmeister der USA eine gute Sache für die Sowjetunion ist“. Drago, ein schweigsamer Hüne mit über 2 m Körperlänge, ist eine muskelbepackte „Kampfmaschine“. Nicoli Koloff, der Delegationsleiter, demonstriert in einem Test, dass Dragos Faust alles zertrümmert, was sie trifft.
Rocky willigt in den Kampf ein, lässt sich dann aber von Apollo Creed überreden, dass dieser statt Rocky den Schaukampf austrägt. Zum einen schuldet Rocky ihm noch einen Gefallen, da Creed ihn für den Rückkampf gegen Clubber Lang trainiert hat. Außerdem möchte Creed als „alternder Star“ noch einmal das Gefühl genießen, im Boxring zu stehen. Rocky gibt trotz seiner Bedenken nach. Doch der Schaukampf endet für Creed tödlich, denn er hat gegen Dragos Kraft keine Chance: Nach mehreren schweren Treffern gegen den Kopf geht Creed zu Boden und verstirbt noch im Ring. Seinen Tod kommentiert Drago lakonisch mit „Wenn er tot ist, ist er tot!“. Auf Creeds Beerdigung hält Rocky die Trauerrede.
Rocky möchte Creed rächen und darüber hinaus der Welt und auch sich zeigen, dass Drago nicht unbesiegbar ist. Darum willigt er ein, zu einem erneuten Boxkampf anzutreten, obwohl dieser in Moskau und nach den Bedingungen der Russen stattfinden soll. Seinen Weltmeistertitel gibt er freiwillig ab. Von Duke betreut, absolviert er in einer Berghütte im verschneiten Gebirge Russlands ein ausgiebiges Training mit traditionellen Methoden, während Drago nach modernsten Methoden trainiert und auch gedopt wird.
Am Tag des Kampfes schlägt Rocky Balboa in der ausverkauften Arena eine Welle des Hasses entgegen. Doch die Stimmung wandelt sich mit jeder Runde, die Rocky durchsteht, und mit jedem weiteren Treffer, den er bei Drago landet. Es entbrennt ein harter Kampf, bei dem beide Boxer bis zur völligen Selbstaufgabe und auf volles Risiko kämpfen. In der zweiten Runde schafft es Rocky, seinen Gegner mit harten Treffern zu beeindrucken, auch in der sechsten und achten Runde kann er Drago schwer treffen. Alle anderen der ersten neun Runden verlaufen klar zu seinen Ungunsten, und meist kann er sich kaum in die Pause retten. Ab der zehnten Runde ist der Kampf ausgeglichen. Nach der vierzehnten Runde wird der durch harte Schläge gezeichnete Drago von Koloff beschimpft und zum Sieg aufgefordert, worauf Drago Koloff aus dem Ring stößt und brüllt, er kämpfe für sich selbst, um zu gewinnen. In der fünfzehnten und letzten Runde schafft Rocky es tatsächlich: er besiegt den russischen Kämpfer durch K. o. und gewinnt die Herzen der russischen Zuschauer, die ihn bejubeln und als Sieger feiern.
In seinem anschließenden Statement betont Rocky, dass er an diesem Abend sowohl bei sich als auch bei den Zuschauern einen Wandel bemerkt habe und dass es grundsätzlich besser sei, wenn sich zwei Menschen anstelle von 20 Millionen bis aufs Blut bekämpfen.

## Synchronisation
Die deutschsprachige Synchronisation entstand durch Berliner Synchron nach einem Dialogbuch von Andreas Pollak, der auch Dialogregie führte.
| Rolle                            | Darsteller         | Sprecher                 |
| -------------------------------- | ------------------ | ------------------------ |
| Robert „Rocky“ Balboa            | Sylvester Stallone | Thomas Danneberg         |
| Adrianna „Adrian“ Pennino Balboa | Talia Shire        | Reha Hinzelmann          |
| Paulie Pennino                   | Burt Young         | Gerd Duwner              |
| Apollo Creed                     | Carl Weathers      | Engelbert von Nordhausen |
| Ludmilla Vobet Drago             | Brigitte Nielsen   | Heike Schroetter         |
| Tony „Duke“ Evers                | Tony Burton        | Heinz Theo Branding      |
| Nicoli Koloff                    | Michael Pataki     | Friedrich G. Beckhaus    |
| Manuel Vega                      | James Green        | Friedrich G. Beckhaus    |
| Ivan Drago                       | Dolph Lundgren     | Helmut Krauss            |

## Fassungen: Rocky IV – Der Kampf des Jahrhunderts & Rocky IV: Rocky vs. Drago
Sylvester Stallone übernahm nicht bloß die titelgebende Hauptrolle in den Rocky-Filmen, sondern übernahm bei einigen Teilen auch die Regie, schrieb am Drehbuch mit oder trat als Produzent auf. Nachdem Dolph Lundgren als russischer Boxer Drago durch das Spin-Off Creed II – Rocky’s Legacy (2018) erneut in einem Rocky-Film zu sehen war, kamen ab dem Jahr 2020 Informationen auf, dass Sylvester Stallone an einem Director’s Cut zu Rocky IV arbeitet. Ab dem 11. November 2021 wurde diese neue Fassung unter dem Titel Rocky IV: Rocky vs. Drago in den USA veröffentlicht. Die beiden Filmfassungen (Kinofassung und Director’s Cut) unterscheiden sich sehr stark voneinander und bieten bei 277 Abweichungen jeweils rund 40 Minuten Exklusivmaterial.

## Hintergründe
- Die Szenen in Sibirien wurden in Wyoming gedreht. Die Holzhütte lag in Jackson Hole; viele Außenszenen wurden im Grand-Teton-Nationalpark gedreht. Der Endkampf zwischen Balboa und Drago wurde im PNE Agrodome in Vancouver aufgenommen.[7]
- Rocky IV hat von allen Rocky-Filmen das höchste Einspielergebnis mit 128 Mio. Dollar in den Vereinigten Staaten (300 Mio. weltweit).
- Nach James Bond 007 – Im Angesicht des Todes war dies Dolph Lundgrens zweite Filmrolle.
- Rocky IV ist der erste Teil der Saga ohne Burgess Meredith, der Rockys betagten Trainer Mickey spielte.
- Die Band Survivor lieferte wie auch im dritten Teil ihre Musik zum Soundtrack.
- Die Rückblickszene wurde mit dem Lied No Easy Way Out von Robert Tepper unterlegt.
- Die Trainingsszene und die Schlussszene mit dem Abspann wurden mit dem Song Heart’s on Fire von John Cafferty and the Beaver Brown Band unterlegt.
- Dies ist der einzige Rocky-Film, der an nur zwei Stellen (Rocky auf dem Berg, Rocky nach dem K. o.-Sieg gegen Drago) Musik von Bill Conti enthält.
- Im Kinotrailer ist eine Szene zu sehen, die letztlich dem Schnitt zum Opfer fiel (Rocky bei der Boxkommission).
- Stallone musste laut eigener Aussage nach einem Schlag von Dolph Lundgren während der Dreharbeiten eine Woche im Krankenhaus verbringen.
- Im Originalton ist beim Schlusskampf ein Kommentar des deutschen Reporters zu hören.
- James Brown hatte in diesem Film einen Cameo-Auftritt.
- Der finnische Regisseur Aki Kaurismäki, der Sylvester Stallone nach eigenen Aussagen verachtete, parodierte den Film 1986 in seinem Kurzfilm Rock’y VI.
- Carl Weathers hat in Rocky IV seinen vierten und letzten Auftritt als Boxer Apollo Creed.

## Auszeichnungen
- Der Film erhielt im Jahr 1986 fünf Goldene Himbeeren (Auszeichnung für die schlechtesten Leistungen): Sylvester Stallone als Schauspieler und als Regisseur, Brigitte Nielsen in zwei Kategorien sowie Vince DiCola für die Filmmusik. Er wurde in vier weiteren Kategorien für die Goldene Himbeere nominiert: Sylvester Stallone als Drehbuchautor, die Filmproduzenten, Burt Young und Talia Shire.
- Dolph Lundgren gewann im Jahr 1985 einen Preis des Festival International du Cinéma de l’Université de Napierville in der Kategorie Bester Komödienschauspieler.
- Der Film erhielt 1986 die Goldene Leinwand.

## Kritiken
„Vierter Teil der Boxersaga, der sich auf naive Weise um einen sportlichen Brückenschlag zwischen Ost und West bemüht, mit seinem polternden Chauvinismus und seinen infantilen Rußlandklischees aber nur noch lächerlich wirkt. Aufschlußreich als Kommentar zum neuerwachten US-amerikanischen Selbst- und Sendungsbewusstsein unter der Reagan-Regierung Mitte der 80er Jahre.“

„Das hätte vielleicht ein ganz lustiger Kommunistenfresser-Comic werden können, aber Stallone hat ein biertischernstes Anliegen … nachdem die Jubelrussen in der Moskauer Arena die Fronten gewechselt haben, kommt er ihnen mit Entspannung: Es sei besser, zwei Männer prügelten sich im Ring, als daß sich 20 Millionen gegenseitig umbrächten. Alles nicht der Rede wert, wenn ‚Rocky IV‘, der diese Woche bei uns seinen Massenstart hat, nicht auf dem Weg zum – nach Kasse – erfolgreichsten Film der Kinogeschichte wäre.“

## Dokumentarfilm
- Rocky vs Ivan – Propagandaschlacht im Ring (alternativ: Rocky IV - Propagandaschlacht im Ring). 52 Min. Regie: Dimitri Kourtchine. Frankreich 2012.[10][11]